# Plutonaster intermedius
Plutonaster intermedius är en sjöstjärneart som först beskrevs av Perrier 1881.  Plutonaster intermedius ingår i släktet Plutonaster och familjen kamsjöstjärnor. Inga underarter finns listade i Catalogue of Life.